# Şenoba, Uludere
Şenoba là một thị trấn thuộc huyện Uludere, tỉnh Şırnak, Thổ Nhĩ Kỳ. Dân số thời điểm năm 2011 là 4.929 người.